# Internet

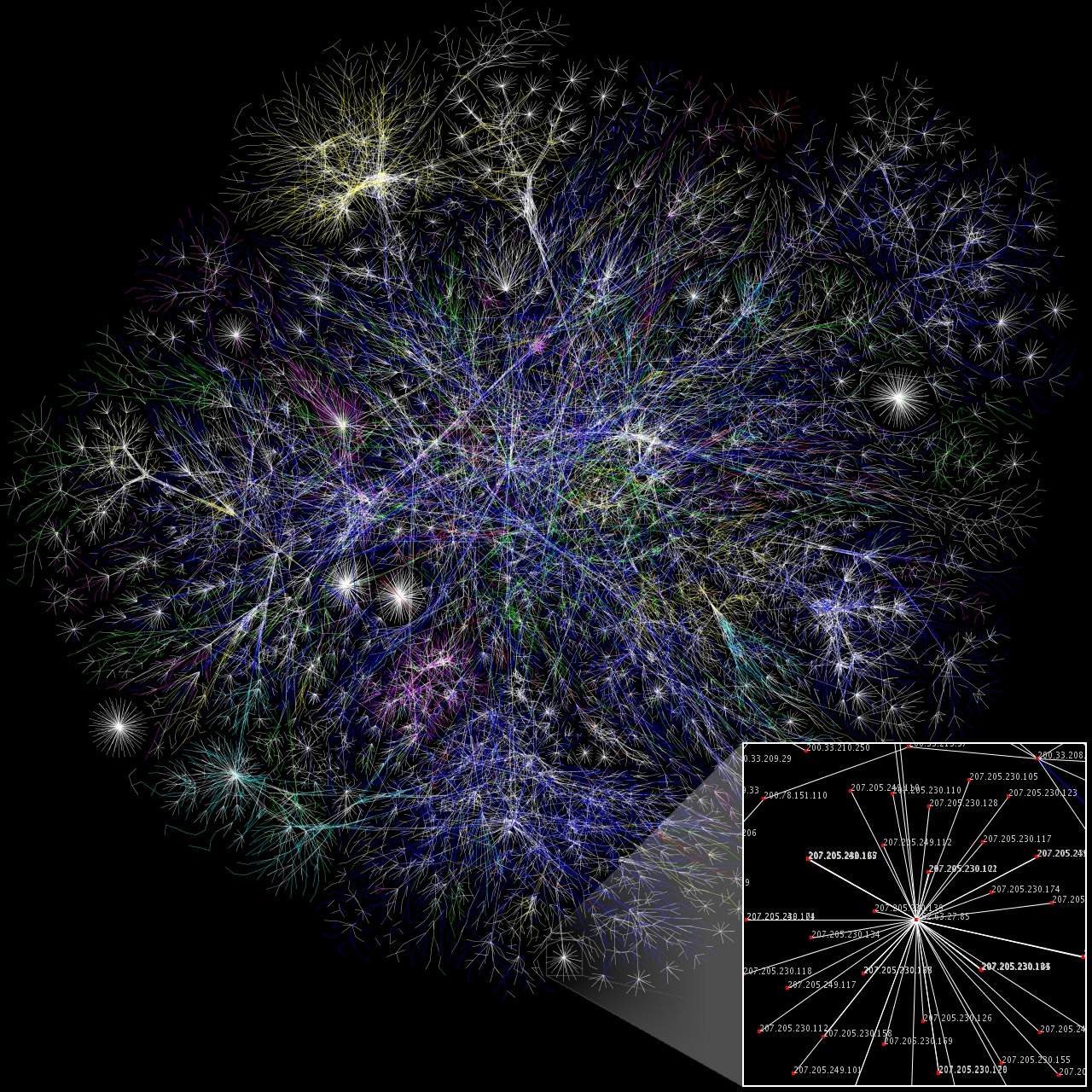
Visualització de les diverses rutes d'una part d'Internet

Internet és una xarxa pública i global d'ordinadors que estan connectats entre si per mitjà del protocol d'Internet (Internet Protocol) i que comuniquen mitjançant la commutació de paquets.
Internet és la unió de milions de subxarxes domèstiques, acadèmiques, comercials i governamentals; és per això que a vegades se l'anomena «la xarxa de xarxes». Qualsevol conjunt de xarxes interconnectades serà una Internet, però d'Internet en majúscules només n'hi ha una. Sobre aquesta xarxa hi corren un conjunt de serveis als quals tothom pot accedir des de qualsevol part del món, mitjançant un aparell electrònic, com ara un ordinador.
Un dels serveis que utilitza Internet com a mitjà de transmissió i que ha tingut més èxit és la World Wide Web (WWW, o "la Web"), fins al punt que és habitual la confusió entre els dos conceptes. La WWW és un conjunt de protocols que permet, de forma senzilla, la consulta remota d'arxius d'hipertext; i fou un desenvolupament posterior a Internet. Altres serveis també molt populars són l'enviament de correu electrònic (protocol SMTP), la transmissió d'arxius (FTP i P2P), les converses en línia (IRC), la missatgeria instantània i presencial (p. ex. XMPP), la transmissió de contingut i comunicació multimèdia-telefonia (VoIP), televisió (IPTV), els butlletins electrònics (NNTP), l'accés remot a altres dispositius (SSH i Telnet), i molts altres protocols que no segueixen un estàndard sinó que són privats, com per exemple els que puguin usar els jocs en línia.

## Terminologia

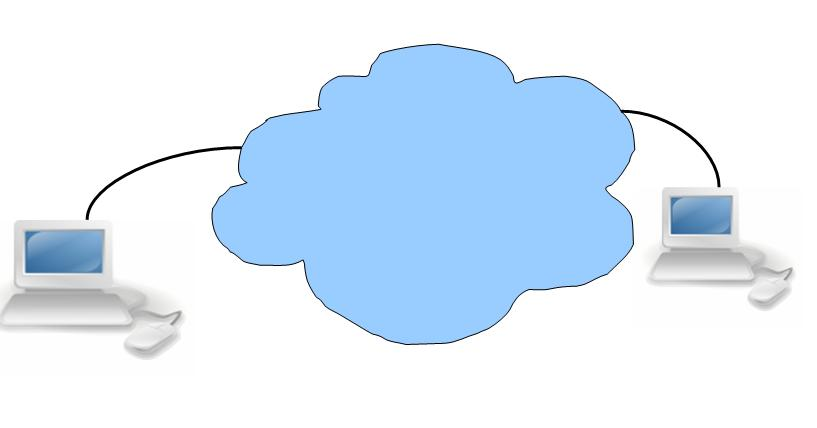
Representació d'Internet com un núvol en un diagrama que representa una xarxa

Internet és una forma abreujada del terme tècnic anglès internetworking, en català interconnexió de xarxes, que és el resultat de la interconnexió de xarxes informàtiques amb passarel·les especials o routers. Internet també sovint es coneix com "la xarxa".
El terme Internet, quan es refereix a tot el sistema mundial de xarxes IP, ha estat tradicionalment tractat com un nom propi des que va ser normalitzat en català i, per tant, escrit amb una lletra inicial majúscula. En els mitjans de comunicació i la cultura popular s'ha desenvolupat una tendència a considerar-ho com un substantiu, un nom comú i, per tant, també s'escriu "internet", amb una minúscula inicial.
Els termes Internet i World Wide Web són d'ús freqüent en la parla quotidiana, i s'usen sense gaire distinció, com si fossin sinònims. No obstant això, Internet i World Wide Web no són el mateix. Internet és un sistema mundial de comunicació de dades, un sistema de comunicació d'informació global. Es tracta d'una infraestructura de maquinari i programari que proporciona connectivitat entre ordinadors. Per contra, la Web és un dels serveis de comunicació a través d'Internet; aprofita Internet com una infraestructura de comunicacions. La World Wide Web és un conjunt, un recull de documents interconnectats i altres recursos, enllaçats per hiperenllaços i URLs. Per tant, la World Wide Web és una part de la Internet.
En moltes il·lustracions, tècniques on no, és important el lloc exacte o la interrelació dels recursos d'Internet, xarxes extenses són sovint representades com un núvol. Aquesta imatge verbal s'ha formalitzat en el concepte més recent de la informàtica al núvol o nuvol informàtic, que originalment en anglès rep el nom de cloud computing.

## Història
La prehistòria d'Internet es basa en una xarxa de caràcter militar creada pel Departament de Defensa dels Estats Units. El 29 d'octubre de 1969 arrencava a la UCLA (Universitat de Califòrnia a Los Angeles) el primer node d'aquesta xarxa, anomenada ARPANET. Però tècnicament el naixement d'Internet, es produí l'1 de gener de 1983, amb la primera xarxa de llarg abast (WAN) basada en tecnologia TCP/IP, posada en marxa per la National Science Foundation (NSF) dels EUA. L'any 1995, aquesta xarxa s'obrí als interessos comercials.
Durant la dècada del 1990, la xarxa guanyà en densitat. L'agost de 1991, el CERN publicà el projecte World Wide Web, i dos anys després Tim Berners-Lee inicià la creació de l'HTML i HTTP. L'any 1993 el Centre nacional per aplicacions de supercomputació de la Universitat d'Illinois desenvolupà el primer navegador web, el Mosaic en la seva versió 1.0.
Internet com a mitjà de comunicació es va començar a generalitzar en els països desenvolupats a mitjans dels anys 90. En gran part, Internet l'han anat fent els «internautes», tot creant serveis majoritàriament gratuïts. De tota manera, des de finals dels anys 90, els serveis de pagament i el comerç electrònic hi tenen una presència cada vegada més gran.
Segons diu la publicació alemanya Der Spiegel, "al final de les primeres dues dècades de l'era digital s'està afeblint la visió que tenim de l'“Internet bo”, fomentada sense cap dubte per la humanitat" a causa de les amenaces a la seguretat causades per agents russos, la manipulació social feta mitjançant els serveis de xarxes socials i les fake news.
En una presentació cronològica de fets, es pot destacar:
- 1961. El mes de juliol, Leonard Kleinrock va publicar des del MIT el primer document sobre la teoria de commutació de paquets. Kleinrock va convèncer Lawrence Roberts de la factibilitat teòrica de les comunicacions via paquets en comptes de circuits, la qual cosa va resultar ser un gran avenç en el camí cap al treball informàtic en xarxa. L'altre pas fonamental va ser fer dialogar els ordinadors entre ells. Per explorar aquest terreny, el 1965, Roberts va connectar un ordinador TX2 a Massachusetts amb un Q-32 ubicat a Califòrnia a través d'una línia telefònica commutada de baixa velocitat, creant així la primera (encara reduïda) xarxa d'ordinadors d'àrea àmplia.
- 1969. La primera xarxa interconnectada va néixer el 21 de novembre de 1969, quan es creà el primer enllaç entre les universitats d'UCLA i la de Stanford per mitjà d'una línia telefònica commutada, i gràcies als treballs i estudis anteriors de diversos científics i organitzacions des de 1959. El mite que ARPANET, la primera xarxa, es va construir simplement per sobreviure a atacs nuclears segueix sent molt popular. No obstant això, aquest no va ser l'únic motiu. Si bé és cert que ARPANET va ser dissenyada per sobreviure a fallades en la xarxa, la veritable raó fou que els nodes de commutació eren poc fiables, tal com es testifica en la següent cita:

| «                                                   | Arran d'un estudi de RAND, es va estendre el fals rumor que ARPANET va ser dissenyada per a resistir un atac nuclear. Això mai va ser cert; només un estudi de RAND, no relacionat amb ARPANET, considerava la guerra nuclear en la transmissió segura de comunicacions de veu. No obstant, treballs posteriors emfatitzaren la robustesa i capacitat de supervivència de grans porcions de les xarxes subjacents | » |
| — Internet Society. A Brief History of the Internet | |   |

- 1972. Es va realitzar la primera demostració pública d'ARPANET, una nova xarxa de comunicacions finançada per la DARPA (en anglès, Defense Advanced Research Projects Agency)[n. 2] que funcionava de forma distribuïda sobre la xarxa telefònica commutada. L'èxit d'aquesta nova arquitectura va servir perquè, l'any 1973, la DARPA iniciés un programa de recerca sobre possibles tècniques per interconnectar xarxes de diferents classes, orientades al trànsit de paquets. Amb aquesta finalitat, van desenvolupar nous protocols de comunicacions que permetessin aquest intercanvi d'informació de forma "transparent" per a les computadores connectades. De la filosofia del projecte va sorgir el nom de "Internet", que es va aplicar al sistema de xarxes interconnectades mitjançant els protocols TCP i IP.
- 1983. L'1 de gener, ARPANET va canviar el protocol NCP per TCP/IP. Aquest mateix any, es va crear l'IAB per tal d'estandarditzar el protocol TCP/IP i de proporcionar recursos de recerca a Internet. D'altra banda, es va centrar la funció d'assignació d'identificadors en la IANA que, més tard, va delegar part de les seves funcions al registre d'Internet (Internet registry) que, al seu torn, proporciona serveis als DNS (Domain Name System).
- 1986. La NSF va començar el desenvolupament de NSFNET (en anglès, National Science Foundation's Network) que es va convertir en la principal xarxa en arbre d'Internet, complementada després amb les xarxes NSINET i ESNET, totes elles als Estats Units. Paral·lelament, aparegueren altres xarxes troncals a Europa, tant públiques com comercials, i juntament amb les americanes formaren l'esquelet bàsic o "backbone" d'Internet.
- 1989-1990. Amb la integració dels protocols OSI (Open System Interconnection o Interconnexió de Sistemes Oberts) en l'arquitectura d'Internet, es va iniciar la tendència actual de permetre no només la interconnexió de xarxes d'estructures diferents, sinó també la de facilitar l'ús de diferents protocols de comunicacions. Al CERN de Ginebra, un grup de físics encapçalat per Tim Berners-Lee va crear el llenguatge HTML, basat en el SGML (Standard Generalized Markup Language). El 1990 el mateix equip va construir el primer client web, anomenat WorldWideWeb (WWW), i el primer servidor web.
- 2006. El 3 de gener, Internet va arribar als mil cent milions d'usuaris. Es preveu que, en deu anys, la quantitat de navegants de la Xarxa augmentarà a 2.000 milions.[12]

## Tecnologia

### Protocols d'Internet
El maig de 1974, l'Institute of Electrical and Electronics Engineers (Institut d'Enginyers Elèctrics i Electrònics) o IEEE va publicar un document titulat A Protocol for Packet Network Interconnection («Protocol per al paquet d'interconnexió de xarxes»). Els autors de l'article, Vint Cerf i Bob Kahn, hi descrivien un protocol d'interconnexió de xarxes per compartir recursos amb paquets commutació entre els nodes. Un component central de control d'aquest model va ser el Transmission Control Program (TCP) (Programa de Control de Transmissió) que incorpora tant els vincles orientats a la connexió i els serveis de datagrames entre hosts. El monolític de control de transmissió del programa es va dividir més tard en una arquitectura modular que consisteix al Protocol de control de transmissió en el nivell orientat a la connexió i el Protocol d'Internet en la interconnexió (datagrama) capa. El model va ser conegut informalment com a TCP / IP, encara que formalment es fa referència en endavant com la suite de protocol d'Internet.
El component més important del model d'Internet és el Protocol d'Internet (Internet Protocol o IP), que preveu fer front als sistemes (adreces IP) per als ordinadors a Internet. IP permet interconnexió i essencialment estableix la mateixa Internet. IP versió 4 (IPv4) és la versió inicial utilitzat en la primera generació de la Internet d'avui i encara està en ús dominant. Va ser dissenyat per fer front a ~ 4300000000 Usuaris d'Internet (109). No obstant això, el creixement explosiu d'Internet ha portat a l'esgotament d'adreces IPv4 que s'estima que entrarà en la seva etapa final en aproximadament 2011. Una nova versió del protocol, IPv6, es va desenvolupar a mitjans de 1990 que proporciona molta més capacitat de fer front a encaminament eficient del trànsit d'Internet. IPv6 està actualment en fase de desenvolupament comercial a tot el món i els registres d'adreces d'Internet (RIR) han començat a instar a tots els administradors de recursos per a planificar la ràpida adopció i la conversió.
El Protocol d'Internet és un dels elements determinants que defineixen la Internet. El protocol d'interconnexió dominant a la capa d'Internet en ús avui en dia és IPv4, amb el número 4 assignat com el nombre de protocol versió formal realitzat en tots els datagrames IP. IPv4 es descriu en el RFC 791 (1981).
El successor d'IPv4 és IPv6. La seva modificació més important des de la versió 4 és el sistema d'adreces. IPv4 utilitza adreces de 32 bits (c. 4 milions de dòlars, o 4,3 × 109, Direccions), mentre que IPv6 utilitza adreces de 128 bits (undecilions c. 340, o 3,4 × 1038 adreces). Encara que l'adopció d'IPv6 ha estat lent, a partir de juny de 2008, tots els sistemes de govern dels Estats Units han demostrat suport a la infraestructura bàsica per a IPv6 (encara que només sigui en la columna vertebral).
Els números de versió de 0 a 3 van ser versions de desenvolupament d'IPv4 utilitzats entre 1977 i 1979. La versió 5 va ser utilitzada pel Protocol d'Internet Stream, un protocol experimental de streaming. Els números de versió 6-9 van ser proposats per a diversos models de protocol dissenyat per substituir IPv4: SIPP (Simple Internet Protocol Plus, ara conegut com a IPv6), TP / IX (RFC 1475), PIP (RFC 1621) i la tuba TCP (i UDP amb el més gran. Les adreces, RFC 1347). La versió 6 va ser triada finalment com l'assignació oficial per al protocol d'Internet successor, posteriorment estandarditzat com IPv6.
Una sol·licitud de comentaris humorístics que van fer un centre de protocol IPv9 de la seva història va ser publicada l'1 d'abril de 1994 per la IETF. Va ser pensat com una broma de l'April Fool's Day. Altres propostes protocol denominat "IPv9" i "IPv8" també han aparegut breument, encara que aquests van arribar amb poc o cap suport de la indústria en general i el món acadèmic.

#### Capes
A la capa més baixa d'internet (Capa de xarxa) hi ha protocol IP (IPv4) (adreces de 4 bytes). Aquest protocol serveix per identificar els equips únicament dins Internet mitjançant adreces de l'estil 234.23.58.122. En un futur pròxim ha de ser reemplaçat per IPv6 (adreces de 16 bytes), ja que l'espai d'adreces que ofereix IP versió 4 s'està quedant esgotat. Un exemple d'adreça IPv6 és 2001:0db8:85a3:08d3:1319: 8a2e:0370:7344. Al mateix nivell també hi ha ICMP, no orientat a la connexió. Serveix per controlar i senyalitzar els errors que es puguin produir.
A la següent capa, la Capa de transport, hi trobem els protocols TCP (Transmission Control Protocol) i UDP (User Datagram Protocol). Són els encarregats de transportar les dades. TCP estableix una «connexió» virtual, cosa que dona un cert nivell de fiabilitat. UDP és un protocol de «millor intent», sense connexió, en el qual els paquets perduts en la transmissió no són reenviats.
A l'última capa hi ha els protocols d'aplicació. HTTP (web), FTP (intercanvi de fitxers), SMTP (e-mail).

### Estructura
L'estructura d'Internet i les seves característiques d'ús s'han estudiat extensivament. S'ha determinat que tant l'estructura d'encaminament de la IP i els enllaços d'hipertext de la World Wide Web són exemples de xarxes lliures d'escala. D'una forma similar a com els proveïdors d'Internet comercials es connecten per mitjà de punts neutres, les xarxes de recerca s'acostumen a interconnectar en grans subxarxes com GEANT, GLORIAD, Internet2 i JANET. Aquestes, al seu torn, es construeixen al voltant de xarxes més petites.
Molts informàtics descriuen com a "un bon exemple de sistema a gran escala, d'alta enginyeria i tanmateix altament complex". La Internet és heterogènia; per exemple, el ritme de transferència de dades i les característiques físiques de les connexions varien molt.

## Serveis més comuns

### World Wide Web
Probablement és el servei més conegut. Dins aquí les pàgines més populars són, discutiblement, Google.com, Yahoo.com, YouTube.com, Fotolog.com, Wikipedia.org, MySpace.com, FaceBook.com, MSN.com. Tot i que molta gent usa els termes Internet i WWW indistintament, és important remarcar que no són el mateix.

### Correu electrònic
El correu-e o E-mail permet enviar missatges de text de forma anàloga al correu ordinari. Els dos serveis més populars que ofereixen correu electrònic gratuïtament són Gmail i Hotmail. No tot el correu-e té accés a Internet. De fet, hi ha empreses que usen correu electrònic sense tenir realment una adreça externa.
Per altra banda, hi ha dues formes d'usar el correu electrònic: a través del web (Gmail, Hotmail, Yahoo.) o mitjançant programes específics, com Mozilla Thunderbird o Microsoft Outlook.
El correu electrònic permet afegir arxius al text a través del que es coneix com a MIME.

### Compartiment de fitxers
Diverses tecnologies permeten compartir fitxers. Des d'un adjunt en un e-mail, o un servidor FTP (arquitectura client servidor), o les famoses xarxes P2P (Emule, Napster, BitTorrent…), on són freqüents les descàrregues de música (en formats com mp3), vídeos (en formats com DivX), ebooks i programari en general.
El fet que avui dia tot el que es pugui reduir a text, imatge, vídeo i so pot ser enviat per Internet a molt baix cost ha fet que les grans indústries encarregades de la seva distribució (discogràfiques, premsa, productores de cinema) estiguin patint grans canvis.

### Trucades telefòniques
Voice Over IP (Skype). Hi ha en procés una convergència digital. Els dos mons s'estan acostant. Per una banda, mitjançant passarel·les, es permet des d'internet trucar a telèfons convencionals a preus reduïts. Per altra banda, també s'estan fabricant telèfons similars als convencionals que funcionen sobre tecnologia IP. Si a això ajuntem la gran quantitat de xarxes Wi-Fi existents, les possibilitats són molt grans.

### Televisió per Internet
Usant la mateixa filosofia que les xarxes P2P de compartició de fitxers, s'estan experimentant de transmetre televisió a través d'internet, en una tecnologia anomenada P2PTV (Joost, Zattoo).
També hi hauria una tècnica més convencional de client-servidor anomenada IPTV.

### Xat
Missatgeria instantània i IRC, fòrums, webcams.

### Altres serveis minoritaris
Altres serveis més minoritaris, especialitzats, o caducs, són:
- El Gopher va ser el precursor de la World Wide Web.
- El Whois serveix per conèixer el titular d'un nom de domini o d'una adreça IP.
- El Telnet servia per accedir remotament a un ordinador a través d'un terminal d'ordinador.
- El SSH és la versió moderna del Telnet. La novetat és que la informació va encriptada.
- El LDAP ofereix serveis de directori (llistat de persones i les seves dades personals)

## Accés a Internet

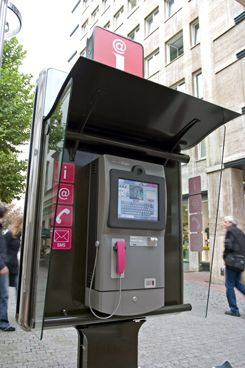
Punt d'accés a Internet a Alemanya

Normalment es paga un proveïdor d'accés a Internet en forma de tarifa plana per poder accedir a la xarxa. També hi ha modalitats de pagament en funció del volum de dades transmès (normal en connexions mòbils). La connexió gratuïta també és força típica en el Wi-Fi, servei comú en biblioteques, hotels, aeroports i alguns bars. Així mateix, alguns ajuntaments faciliten punts Wi-Fi gratuits tant al carrer com en espais municipals.

### Connexió telefònica convencional
Usant la Xarxa Telefònica Commutada (Plain Old Telephone Service) com a medi de transmissió de dades.
- Mòdem telefònic: també coneguts com a mòdems dial-up. Estan limitats a una velocitat màxima de connexió de 56 Kbps atès que fan servir el canal de veu telefònic de 4KHz d'amplada de banda. Per això, no permetien parlar per telèfon i establir una connexió de dades simultàniament.
- ADSL: entre 4 i 20 Mbits per segon de baixada i 512 Kbps de pujada. Permet navegar a molta més velocitat que la connexió amb mòdem estàndard

### Connexió per fibra òptica
La família de tecnologies FTTX (Fiber To The X) permet a l'usuari connectar-se a la proveïdora de connexió a internet a través de fibra òptica, ja sigui tot el camí (FTTH), o sense arribar al domicili (FTTC). En el cas FTTH l'usuari rep a casa seva un cable de fibra òptica que transporta les dades en tots dos sentits. La conversió òptic-digital es fa en un dispositiu MODEM anomenat ONU (Optical Network Unit). Aquest es connecta usualment amb un cable ethernet al dispositiu que fa de router, punt d'accés Wi-Fi i altres, però conegut popularment i simplement com a «router». Les velocitats oferides oscil·len entre comparables amb ADSL, 30Mbps, i 300Mbps. Tot i que també s'ofereixen connexions simètriques, bona part dels contractes oferts tenen una velocitat de pujada menor, de l'ordre de deu vegades menys.
El desplegament de fibra òptica a Catalunya va començar a Barcelona l'any 2012 i a poc a poc es va estenent per altres ciutats i nuclis de població.

Esquema d'una connexió domèstica a Internet. La figura conceptualment és vàlida pels models ADSL i FTTH, tot i que pel mig hi solen intervenir més dispositius.

### Connexió persatèl·lit
Poc comuna en usuaris domèstics, es fa servir en territoris amb infraestructures de telecomunicació inadequades o inexistents.

### Connexió mòbil
- EDGE
- Sistema global per a comunicacions mòbils (GSM) (2G) ⇒ GPRS
- UMTS (3G)
- HDSPA
- LTE (4G)

### PLC
Utilitza els cables d'electricitat per a transmetre les dades. Els mòdems PLC es connecten a una presa de corrent i a l'ordinador. Solució per a llocs rurals on la centraleta és prou allunyada per poder rebre ADSL. Una variant «domèstica» d'aquest tipus de mòdems s'utilitza com a sistema d'interconnexió entre dos o més equips utilitzant la xarxa elèctrica d'un habitatge en lloc d'utilitzar un cable o una connexió WiFi per a connectar-los. Això permet tenir el router de connexió a Internet en una habitació i l'ordinador en una altra, connectats a través de la xarxa elèctrica de l'habitatge.

## Impacte social

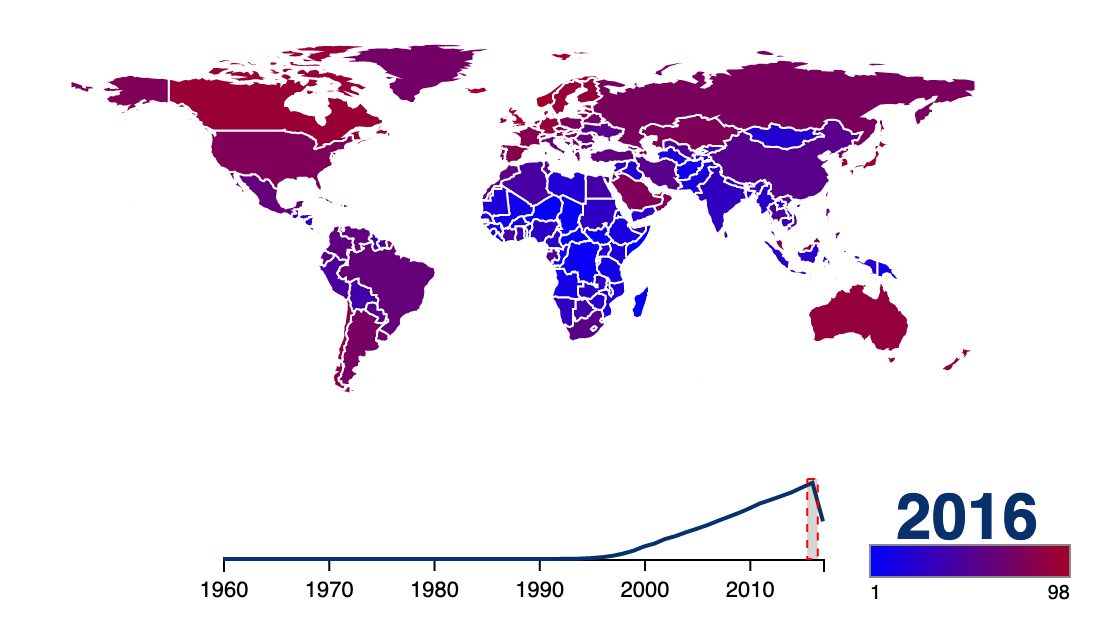
Proporció de població que utilitza Internet. Vegeu o editeu les dades font.

La Internet ha permès formes completament noves d'interacció social, activitats, i organització, gràcies a les seves característiques bàsiques com accés generalitzat. Xarxes socials com Facebook, Twitter i MySpace han creat noves maneres de socialitzar i interaccionar. Els usuaris d'aquests webs poden afegir una gran varietat d'informació a pàgines, compartir interessos i connectar amb altres. També permet trobar gent ja coneguda, i permetre comunicació entre grups de persones ja existents. Llocs com LinkedIn fomenten connexions comercials i per a empreses. YouTube i Flickr s'especialitzen en vídeos i fotografies dels usuaris, respectivament.
La World Wide Web representa per als tecnooptimistes una revolució cultural, que permet l'accés a més d'un milió de terabytes, la majoria d'ells d'accés gratuït; un exemple de la distribució gratuita de coneixement és la Viquipèdia,capítol en llengua catalana de la Wikipedia original, que fa possible que aquest article el visitin centenars de lectors mensualment. Aquestes veus favorables, entre les quals hi ha experts com Clive Thompson, consideren que la Xarxa és una cosa positiva, summament beneficiosa i enriquidora per a l'ésser humà, que, a més, fa àgil la ment i entrena les neurones. En el món empresarial ha permès progressar en l'economia, en les despeses, en la distribució de productes mundial, etc.
Per a d'altres, com l'escriptor Nicholas Carr, navegar de manera intensiva erosiona la capacitat de concentració, de memòria i de pensament profund i creatiu. Al·leguen que accedir a continguts en línia requereix un focus d'atenció canviant i curt que pot anar en detriment de l'atenció sostinguda.
Durant la primera dècada del segle xxi, la primera generació ha crescut amb disponibilitat generalitzada de connexió a Internet, provocant conseqüències i aixecant dubtes en aspectes com la privadesa, i la distribució de materials amb drets d'autor. Aquests "natius digitals" s'encaren amb una diversitat de desafiaments no presents amb generacions anteriors.
La Internet ha aconseguit rellevància com a eina política, provocant censura (vegeu més avall) per part d'alguns estats. La campanya presidencial de Howard Dean el 2004 va ser notable als Estats Units pel seu èxit el sol·licitar una donació per Internet. Molts grups polítics utilitzen Internet per aconseguir un nou mètode d'organitzar i dur a terme la seva missió, donant lloc a activisme a Internet; notablement practicat pels rebels durant la Primavera àrab.

### Censura
És extremadament difícil, si no impossible, establir un control centralitzat i global d'Internet. Alguns governs, de nacions tals com Iran, Aràbia Saudita, Cuba, Corea del Nord i la República Popular de la Xina, restringeixen els continguts, polítics i religiosos, que persones dels seus països poden veure a Internet, considerats contraris als seus criteris. La censura es fa, a vegades, mitjançant filtres controlats pel govern, recolzats en lleis o motius culturals, castigant la propagació d'aquests continguts. No obstant això, molts usuaris d'Internet poden burlar aquests filtres, perquè la major part del contingut d'Internet està disponible a tot el món, sense importar on estiguis, sempre que es tingui l'habilitat i els medis tècnics necessaris.
Una altra possibilitat, com en el cas de la Censura d'Internet a la República Popular de la Xina es combinin amb l'autocensura de les mateixes empreses proveïdores de serveis d'Internet, com Yahoo, Microsoft o Google, per així ajustar-se a les demandes del govern del país receptor.

### Perills i riscos d'Internet

#### Aïllament social
El fet de passar moltes hores connectat a internet pot acabar per produir un aïllament social en les persones. Aquestes, sense adonar-se'n, van passant més hores davant de l'ordinador, ja sigui jugant a jocs en línia, fòrums, xarxes socials..., que fent les activitats que abans solien fer com quedar amb els amics, fer esport... i acaben per aïllar-se de la seva gent. A Espanya es considera que el 57% de la població sent aïllament en estar al costat d'altres persones que usen el mòbil sense parlar. La persona que té una addicció a l'ordinador té una malaltia.
Tot i això, si aquesta persona se n'adona i està disposta a anar al psicòleg, o si fa falta al psiquiatre, es pot curar i tornar a fer una vida normal.

#### Amenaçar i difamar en l'anonimat
El fet d'insultar una persona per Internet, deixar-ho escrit als fòrums o a les xarxes socials com per exemple el Facebook és un delicte, ja que té la mateixa gravetat que si es digués a la cara. Per tant, la persona insultada o amenaçada ho pot denunciar a la policia, a la qual no li resultarà molt difícil saber des de quin ordinador s'ha fet gràcies a la IP que té cadascun.

#### Falta de privacitat
Un estudi del 2018 del Centre d'Investigacions Sociològiques trobà que el 75% dels enquestats estaven preocupats per la seua privacitat. El ====penediment per la informació compartida a Internet==== és un perill derivat de l'ús d'Internet. Un estudi del 2018 del Centre d'Investigacions Sociològiques (entitat espanyola) trobà que la quarta part dels usuaris es penedeix d'allò que havia publicat a Internet.

## Llengües

Gràfic dels usuaris d'Internet per cada 100 habitants entre 1997 i 2007 segons la International Telecommunication Union

L'idioma predominant de comunicació a Internet és l'anglès. Això pot ser degut al lloc d'origen d'Internet, així com el paper de l'anglès com a llengua franca. També pot estar relacionat amb la capacitat dels primers ordinadors, en gran part originaris dels Estats Units, per manejar caràcters diferents dels de la variant d'anglès de l'alfabet llatí. Després de l'anglès (28% dels usuaris d'Internet) els idiomes més sol·licitats a la xarxa són el xinès (23%), el castellà (8%), el japonès (5%), el portuguès i l'alemany (4% cadascun), l'àrab, el francès i el rus (3% cadascun) i el coreà (2%). Per regions, el 42% d'usuaris d'Internet del món són de l'Àsia; el 24%, d'Europa; el 14%, d'Amèrica del Nord; el 10%, d'Amèrica Llatina i el Carib en el seu conjunt; el 5%, de l'Àfrica; el 3% de l'Orient Mitjà i l'1%, d'Austràlia i Oceania. A Àsia, Corea del Sud té la major penetració d'Internet amb el 81,1% d'usuaris. La segueixen Japó amb un 78,2% i els EUA amb el 77,3%. Les tecnologies d'Internet s'han desenvolupat prou durant els últims anys, especialment en l'ús d'Unicode i bons programes estan disponibles per al desenvolupament i la comunicació en les llengües més utilitzades del món. No obstant això, segueixen existint alguns problemes de visualització incorrecta d'algunes llengües.

### Situació del català
Internet ha plantejat un escenari d'oportunitats per a l'espai català de comunicació, ja que permet que els mitjans s'estableixin a la xarxa amb una inversió relativament lleugera. Però encara ha de demostrar ser rendible, així que el repte actual és identificar les vies d'explotació per fer viable la majoria d'iniciatives i inversions realitzades.

## Organismes reguladors
- ICANN - gestió de dominis. Depenent del Departament de Comerç dels Estats Units
- IANA - entitat depenent del ICANN.
- IETF - encarregat dels documents RTF. Formada per voluntaris.